# Lex de permutatione provinciarum
la lex de permutatione provinciarum è una norma di diritto romano. Fatta votare da Marco Antonio, la legge prevedeva che lo stesso amministrasse, al posto della Macedonia, la Gallia Comata e la Gallia cisalpina. La ratio della legge ricalcava quella della lex Vatinia ma, a differenza di quest'ultima, non vi era alcuna intenzione di provocare attriti con gli altri consoli. Alla luce del poco significativo cambiamento apportato dalla legge, i conflitti, invece che ridursi, si accentuarono.